# Rick Baker
Rick Baker (ur. 8 grudnia 1950) – amerykański charakteryzator, twórca efektów specjalnych oraz aktor.

## Wyróżnienia
Baker został siedmiokrotnym laureatem Oscara za najlepszą charakteryzację (po raz pierwszy w 1982 za Amerykańskiego wilkołaka w Londynie), ustanawiając rekord w ilości zdobytych statuetek Akademii Filmowej w tej kategorii. Był też nominowany do tej nagrody za najlepsze efekty specjalne do filmu Wielki Joe (1998).
Baker posiada gwiazdę na Hollywoodzkiej Alei Gwiazd.